# Friederike (Schiff, 1929)
Die Friederike, ehemals Firuz, war ein Tanker von 7327 BRT, der von der deutschen Kriegsmarine im Zweiten Weltkrieg eingesetzt wurde.
Der Tanker wurde 1929 von der Werft Chantiers navals français (CNF) in Caen für die Association Pétrolière in Paris, ein Tochterunternehmen der Anglo-Persian Oil Company, gebaut. 
Am 31. Januar 1943 wurde das französische Schiff in Toulon von Deutschland beschlagnahmt. Am 6. August 1943 wurde der Tanker im Schwarzen Meer vom russischen U-Boot SC 216 angegriffen. Am 11. Mai 1944 wurde der in Konvoi fahrende Tanker vom russischen U-Boot L-4 (Kapitän 3. Ranges Polyakov) vor Konstanza angegriffen. Der Tanker erhielt einen Torpedotreffer, sank aber nicht. Am 30. August 1944 in Konstanza kam er als Prise in sowjetischen Besitz, wo das Schiff als Volgoneft weiterbetrieben wurde.